# Mr. Driller
Mr. Driller (ミスタードリラー, en version originale japonaise) est un jeu vidéo de réflexion développé et édité par Namco sorti en 1999 sur borne d'arcade (System 12), PlayStation, Dreamcast, Windows et Game Boy Color.

## Accueil
- Jeuxvideo.com : 14/20 (DC)[1]

## Postérité
En 2018, la rédaction du site Den of Geek mentionne le jeu en 56e position d'un top 60 des jeux PlayStation sous-estimés : « Pourquoi l'adorable Mr. Driller n'est-il pas une franchise plus populaire ? À partir d'un principe simple, Namco a créé un bijou hautement addictif et rejouable. ».